# Teatr Miejski w Brnie
Teatr Miejski w Brnie (cz. Městské divadlo Brno) – teatr repertuarowy w Brnie koncentrujący się na produkcji dramatów i musicali. Ma dwie sceny: scenę dramatyczną i współczesną scenę muzyczną.
Dyrektorem naczelnym teatru jest Stanislav Moša.